# Fabbriche di Vallico
Fabbriche di Vallico là một đô thị ở tỉnh Lucca trong vùng Toscana, có cự ly khoảng 70 km về phía tây bắc của Florence và khoảng 20 km về phía tây bắc của Lucca. Tại thời điểm ngày 31 tháng 12 năm 2004, đô thị này có dân số 520 người và diện tích là 15,5 km².
Fabbriche di Vallico giáp các đô thị: Borgo a Mozzano, Gallicano, Pescaglia, Vergemoli.